# Apoclea inarticulata
Apoclea inarticulata là một loài ruồi trong họ Asilidae. Apoclea inarticulata được Theodor miêu tả năm 1980. Loài này phân bố ở vùng Cổ Bắc giới và châu Á.